# Gabriela Tasnadi
Gabriela Tasnadi (* 1. März 1965 in Suceava) ist eine rumänisch-deutsche Mezzosopranistin, Gesangslehrerin und Chorleiterin.

## Ausbildung und Karriere
Gabriela Tasnadi  wuchs in Cluj-Napoca auf. Ihre musikalische Ausbildung begann bereits im Alter von vier Jahren mit Klavierunterricht. Mit sechs Jahren trat sie erstmals im Fernsehen auf. Ihre sängerische und darstellerische Ausbildung erhielt sie am Konservatorium in Cluj-Napoca (heute: Musikakademie Gheorghe Dima) bei Vasile Boldor sowie an der Hochschule für Musik Carl Maria von Weber Dresden bei Helga Köhler-Wellner. Ergänzende Studien absolvierte sie bei Julia Hamari in Budapest sowie bei Manfredo Argenti und Romano Gandolfi in Mailand.
Mit 17 Jahren debütierte Tasnadi an der Rumänischen Staatsoper Cluj-Napoca als Bastien in Mozarts Bastien und Bastienne. Bereits im Alter von 19 Jahren erhielt sie ihr erstes Engagement am Theater Görlitz. Ihre Karriere führte sie daraufhin an die Rumänische Staatsoper Cluj-Napoca, die Semperoper, die Komische Oper Berlin, das Anhaltische Theater, das Theater Regensburg und die Oper Frankfurt.
Tasnadis Repertoire umfasst eine Vielzahl an Rollen, darunter Hänsel in „Hänsel und Gretel“, Nancy in „Albert Herring“, Orlofsky in „Die Fledermaus“, Lady Pamela in „Fra Diavolo“, Cherubino in „Le nozze di Figaro“, Dorabella in „Così fan tutte“, Eboli in „Don Carlos“, Azucena in „Il Trovatore“, Carmen in „Carmen“ und Santuzza in „Cavalleria Rusticana“. Darüber hinaus interpretiert sie auch größere Werke wie Verdis Messa da Requiem und Werke von Antonín Dvořák.
Im Verlauf ihrer Karriere wurde Tasnadi mehrfach ausgezeichnet, darunter beim Hartauer Wettbewerb in Wien 1990 und beim Verdi-Wettbewerb in Busseto 1999.

## Pädagogische Arbeit und Chorleitung
Seit 2003 ist Gabriela Tasnadi als Dozentin an der Musikschule Gießen tätig. Dort unterrichtet sie Gesang und leitet mehrere Chöre, darunter den von ihr gegründeten Frauenchor Fermata, den Kammerchor I Vocalisti sowie den Kinder- und Jugendchor.

## Persönliches
Tasnadi ist seit 1997 in Gießen ansässig und lebt dort mit ihrem Sohn.